# Egon Bondy
Egon Bondy, eredeti nevén Zbyněk Fišer, (Prága, 1930. január 20. – Pozsony, 2007. április 9.) cseh filozófus, író, költő, a prágai underground meghatározó alakja.

## Pályafutása
Az 1940-es évek végén egy szürrealista csoportban volt aktív. 1957-től 1961-ig a prágai Károly Egyetemen tanult filozófiát és pszichológiát. Az 1960-as évektől kezdve vesz részt a prágai underground tevékenységében, szövegeket ír a The Plastic People of the Universe számára. Nonkonformizmusa miatt konfliktusba került a kommunista Csehszlovákia vezetésével, művei csak szamizdat révén terjedhettek.
Az ötvenes évektől a csehszlovák titkosszolgálat (StB) ügynöke lett, rendszeresen jelentett társairól. Ezt az egészet intellektuális játéknak tekintette.  „Érdekes diskurzusokat folytattunk, és idôvel meggyôzôdéses maoistákat sikerült faragnom belôlük.”
Bondy érdeklődési köre Karl Marx tanulmányozása, a kortárs kapitalizmus és a totalitárius szocializmus kritikája. Filozófiai művei ontológiai és etikai problémákat érintenek.
Közeli barátja volt Bohumil Hrabal cseh írónak, aki meg is örökítette őt a Gyöngéd barbár című kisregényében.
Az 1990-es években Prágából Pozsonyba költözött.
Műveinek skálája rendkívül széles: Közel 30 verseskötete jelent meg, a korai 1950-es évek epikus verseitől az 1980-as évek meditatív filozofikus műveiig. Írt továbbá közel 20 novellát, a legtöbb társadalmi és egyéni krízisekkel vagy az egyén és a közösség közötti kapcsolat problémáival foglalkozik. A művek mély, egzisztenciális háttere ellenére friss, élvezetes szövegekről van szó. Ő maga leginkább a filozófiai munkáit tartja fontosnak. Írt egy többszintű filozófiatörténetet is – ezt az alkotását azonban más tekintélyek azzal a kritikával illették, hogy Bondy extrém marxista orientációja által torzítva mutatja be a témát.

## Magyarul
- A völgy; ford. G. Kovács László; Korma, Bp., 2003 (Bohemia kiskönyvtár)

## Irodalmi ábrázolása
- Bohumil Hrabal: A gyöngéd barbár (Něžný barbar) Magyarul in: Gyöngéd barbárok; Európa Könyvkiadó, 1985. ISBN 963-07-3267-x